# Talcott Parsons
Talcott Parsons (Colorado Springs, 13 de diciembre de 1902 - Múnich, Alemania occidental, 8 de mayo de 1979) fue un sociólogo estadounidense de la tradición clásica de la sociología, conocido por su teoría de la acción social y su enfoque estructural-funcionalista.
La teoría de la acción social de Parsons fue la primera teoría de sistemas sociales desarrollada en Estados Unidos con un carácter amplio, sistemático y generalizable.Una de las principales contribuciones de Parsons a la sociología en el mundo anglófono fueron sus traducciones de las obras de Max Weber y sus análisis de los trabajos de Weber, Émile Durkheim y Vilfredo Pareto. El trabajo de estos autores influenció fuertemente la obra de Parsons y fue la base de su teoría de la acción social, en la cual vio la acción voluntarística desde la perspectiva de los valores culturales y las estructuras sociales que constriñen las elecciones, determinando en último término todas las acciones sociales, en oposición a la idea de que las acciones están determinadas con base en procesos psicológicos internos.
Aunque Parsons es generalmente considerado un estructural-funcionalista, hacia el final de su carrera en 1975 publicó un artículo en el que declara que los términos  "funcional" y "estructural-funcionalista" eran formas inapropiadas de describir el carácter de su teoría.
A inicios de la década de 1970, una nueva generación de sociólogos criticó las teorías de Parsons, viéndolas como socialmente conservadoras y con una prosa innecesariamente compleja.Desde entonces, la disciplina ha puesto menos énfasis en sus teorías en comparación al auge de su popularidad en Estados Unidos entre las décadas de 1940 y 1970. A pesar de esto, existe un resurgimiento del interés en sus ideas.

## Biografía
Talcott Parsons nació el 13 de diciembre de 1902 en Colorado Springs. Fue el hijo de Edward Smith Parsons (1863-1943) y Mary Augusta Ingersoll (1863-1949). Su padre asistió al Yale Divinity School y fue ordenado como ministro congregacionalista, sirviendo primero como ministro de una comunidad pionera en Greeley. Al momento del nacimiento de Talcott Parsons, su padre era profesor de inglés y vicepresidente en el Colorado College.
Durante su periodo de ministro congregacionalista, Edward Parsons era cercano a la teología de Jonathan Edwards, al igual que su hijo Talcott, y empatizaba con el evangelio social al tiempo que mostraba oposición hacia el socialismo, al cual consideraba instaurador de una falsa verdad.

### Estudios universitarios
Parsons comenzó estudiando biología, sociología y filosofía en el Amherst College, recibiendo su grado de Bachelor of Arts en 1924. El Amherst College fue una institución a la que asistió la familia Parsons por tradición: el padre y el tío de Talcott asistieron a él, así como su hermano mayor Charles Edward Parsons. Inicialmente, Talcott Parsons estaba atraído por la carrera de medicina, inspirado en su hermano mayor, lo que lo llevó a estudiar extensamente biología y a pasar un verano trabajando en la Institución Oceanográfica de Woods Hole.
Los profesores de biología de Parsons en el Amherst College fueron Otto Glaser y Henry Plough. Parsons también se volvió uno de los estudiantes más destacados en la institución. Tomó clases con Walton Hamilton y el filósofo Clarence Edwin Ayres, ambos conocidos como "economistas institucionales", quienes le mostraron las obras de Thorstein Veblen, John Dewey, William Graham Sumner, entre otros. Parsons tomó también un curso con George Brown sobre la filosofía de Immanuel Kant, así como uno sobre la filosofía moderna alemana con Otto Manthey-Zorn, quien era un destacado intérprete de Kant. Parsons mostró tempranamente un gran interés por la filosofía, lo cual probablemente era una reminiscencia del gran interés de su padre por la teología en la tradición en la cual fue socializado, posición que contrastaba con la perspectiva de los profesores de Talcott Parsons.
Se han rescatado dos ensayos finales que Parsons escribió como estudiante de Clarence Ayres en la clase de Filosofía III en el Amherst College, los cuales han sido referidos como los Amherst Papers y han resultado de gran interés para los estudiosos de Parsons. El primero fue escrito el 19 de diciembre de 1922 y se titula The Theory of Human Behavior in its Individual and Social Aspects (La teoría del comportamiento humano en sus aspectos individuales y sociales). El segundo ensayo final fue escrito el 27 de marzo de 1923 y se titula A Behavioristic Conception of the Nature of Morals (Una concepción conductista de la naturaleza de la moral). Los ensayos revelan en parte el temprano interés de Parsons por las cuestiones sobre la evolución social. Los Amherst Papers también revelan que Parsons no estaba de acuerdo con sus profesores institucionalistas, ya que sostenía que el desarrollo tecnológico y el progreso moral eran dos procesos empíricos estructuralmente independientes.
Luego de su estadía en el Amherst College, estudió en la London School of Economics (LSE) por un año, donde fue expuesto al trabajo de R. H. Tawney, Bronislaw Malinowski y Leonard Trelawny Hobhouse. Durante su paso por la LSE hizo amistad con Edward Evan Evans-Pritchard, Meyer Fortes y Raymond Firth (quienes participaron en el seminario de Malinowski), y tuvo una fuerte amistad personal con Arthur Burns y Eveline Burns.
Mientras estudió en la LSE, conoció a una joven estadounidense en los cuartos comunes de estudiantes, cuyo nombre era Helen Bancroft Walker y con quien se casaría el 30 de abril de 1927. La pareja tuvo tres hijos: Anne, Charles y Susan, y finalmente cuatro nietos. El padre de Helen nació en Canadá, pero se mudó al área de Boston y se volvió un ciudadano estadounidense.
Parsons fue luego a la Universidad de Heidelberg, donde recibió su doctorado en sociología y economía en 1927. Durante su estadía en esta universidad, trabajó con Alfred Weber (hermano de Max Weber), Edgar Salin (quien era su tutor de disertación), Emil Lederer y Karl Mannheim. Además, realizó un examen sobre la Crítica de la razón pura de Kant con el filósofo Karl Jaspers. Parsons también fue examinado en esta universidad por Willy Andreas sobre la Revolución Francesa. La tesis doctoral de Parsons fue escrita bajo el título The Concept of Capitalism in the Recent German Literature (El concepto del capitalismo en la reciente literatura alemana) y se enfocó en el trabajo de Werner Sombart y Max Weber. Resulta claro de su discusión el rechazo a las visiones cuasi idealísticas de Sombart y la adherencia a los intentos de Weber por lograr un equilibrio entre historicismo e idealismo, así como a una aproximación neokantiana.
El descubrimiento más crucial para Parsons en Heidelberg fue su encuentro con la obra de Max Weber, a quien nunca había escuchado antes de llegar a Alemania. Weber se volvió tremendamente importante para Parsons pues, considerando su crianza con un padre liberal pero fuertemente religioso, la cuestión del rol de la cultura y la religión en los procesos básicos de la historia mundial se volvió un persistente enigma para él. En este sentido, Weber fue el primer académico que realmente le proveyó a Parsons una convincente respuesta teórica a esta cuestión, razón por la cual Parsons estuvo absorto honda y extensamente en la lectura de la obra de Weber.
Parsons decidió entonces traducir la obra de Weber al inglés, acercándose a Marianne Weber, la esposa de Max Weber, con este propósito. Durante su estadía en Heidelberg, Parsons fue invitado por Marianne Weber a "meriendas sociológicas", las cuales eran reuniones de estudio grupal que Marianne tenía en la biblioteca del antiguo apartamento de ella y Max Weber. Uno de los académicos que Parsons conoció en Heidelberg que compartía su entusiasmo por Weber fue Alexander von Schelting. Posteriormente, Parsons escribió una reseña en el libro de Von Schelting sobre Weber. En general, Parsons leyó extensivamente literatura sobre religión, especialmente obras enfocadas en la sociología de la religión. Un académico que se volvió especialmente importante para Parsons a este respecto fue Ernst Troeltsch. Parsons también leyó ampliamente sobre el tópico del calvinismo, incluyendo las obras de Emile Doumerque, Eugéne Choisy y Henri Hauser.

### Carrera académica
En 1927, luego de un año enseñando en el Amherst College, Parsons entró a Harvard como instructor en el Departamento de Economía , donde siguió las lecciones de Frank William Taussig sobre Alfred Marshall y se volvió amigo del economista e historiador Edwin Gay, quien fuera el fundador de la Escuela de Negocios de Harvard. Parsons también se volvió un cercano asociado de Joseph Schumpeter y siguió su curso en Economía General. Parsons estuvo generalmente en desacuerdo con algunas de las tendencias del Departamento, que en esos días tenía una orientación altamente técnica y matemática, por lo que buscó otras opciones en Harvard y dio cursos en Ética Social y Sociología de la Religión. Aunque Parsons entró a Harvard a través del Departamento de Economía, nunca apuntó a volverse un economista; todas sus actividades y su interés intelectual básico lo impulsaron hacia la sociología, aunque no existió un Departamento de Sociología en los primeros años que estuvo en Harvard. Sin embargo, Harvard estuvo en esos años trabajando para establecer uno y Parsons se posicionó a sí mismo de varias formas escribiendo y enseñando, por lo que estaba listo para unirse al Departamento de Sociología cuando fue finalmente establecido. Parsons nunca fue forzado a abandonar el Departamento de Economía, sino que su salida fue una decisión voluntaria y deliberada.
La posibilidad de establecerse en la sociología llegó en 1930, cuando el primer Departamento de Sociología fue creado en Harvard por Pitirim Sorokin.  Sorokin había llegado a Estados Unidos en 1923 escapando de la Revolución Rusa. Parsons se volvió uno de los dos instructores del reciente creado departamento, junto a Carl Joslyn, y estableció lazos cercanos con el bioquímico y sociólogo Lawrence Joseph Henderson, quien tuvo interés personal por la carrera de Parsons en Harvard. Parsons también formó parte del grupo de estudio de Pareto, formado por el mismo Henderson, en el cual participaron algunos de los más importantes intelectuales de Harvard: Crane Brinton, George Casper Homans y Charles Curtis. A raíz de la lectura de Pareto, Parsons escribió un artículo sobre su teoría y luego explicitó la adopción de su concepto de sistema social. Parsons también hizo estrechas relaciones con dos otros influenciales intelectuales, con los cuales se envió correspondencia por varios años: el economista Frank Hyneman Knight y Chester Barnard, uno de los empresarios más dinámicos de Estados Unidos. Las relaciones entre Parsons y Sorokin se tensaron rápidamente, en parte por el profundo disgusto de Sorokin por la civilización estadounidense, a la que consideraba una cultura sensata en decadencia. Los escritos de Sorokin se volvieron progresivamente anticientíficos en sus últimos años, ampliando su brecha con el trabajo de Parsons y volviendo en su contra a una comunidad sociológica en Estados Unidos que se estaba volviendo crecientemente positivista. Incluso Sorokin llegó a menospreciar todas las tendencias sociológicas que diferían de sus obras, llegando en 1934 a ser un académico bastante impopular en Harvard.
Algunos de los estudiantes a los que enseñó Parsons en los primeros años del nuevo Departamento de Sociología fueron Robin Williams Jr., Robert K. Merton, Kingsley Davis, Wilbert Moore, Edward Devereux, Logan Wilson, Nicholas Demereth, John Riley Jr. y Mathilda White Riley. Generaciones posteriores de estudiantes incluyeron a Harry Johnson, Bernard Barber, Marion Levy y Jesse Richard Pitts. A pedido de los estudiantes, Parsons estableció un pequeño e informal grupo de estudio que se reunía anualmente. Hacia el final de la carrera de Parsons, el teórico de sistemas Niklas Luhmann también asistió a sus clases.
En el período académico 1939-1940, Parsons y Schumpeter dirigieron un seminario informal de facultad en Harvard realizado en el Salón Emerson y que buscaba discutir sobre el concepto de racionalidad. Entre los participantes se encontraban Abram Bergson, Wassily Leontief, Gottfried Haberler y Paul Sweezy. Schumpeter contribuyó al seminario con su ensayo Rationality in Economics (Racionalidad en economía), mientras que Parsons lo hizo con su artículo The Role of Rationality in Social Action (El rol de la racionalidad en la acción social). Schumpeter le propuso a Parsons escribir y editar conjuntamente un libro acerca de la racionalidad, pero el proyecto nunca se concretó.
Frente a la discusión entre economistas neoclásicos e institucionalistas, que fue uno de los conflictos prevalentes en la economía entre las décadas de 1920 y 1930, Parsons trazó una línea muy delgada. Él era muy crítico de la teoría neoclásica, actitud que permaneció durante toda su vida y se reflejó en las críticas a Milton Friedman y Gary Becker. Particularmente, se oponía al sesgo utilitarista de la teoría neoclásica. Sin embargo, Parsons estaba de acuerdo parcialmente con el estilo teórico y metodológico de este enfoque. Por lo tanto, se vio imposibilitado de aceptar la solución propuesta por la economía institucional, a la que consideraba como primariamente empírica, descriptiva y sin enfoque teórico.
Parsons regresó a Alemania el verano de 1930 y fue testigo directo de la febril atmósfera en la República de Weimar, durante la cual el Partido Nazi llegó al poder. Parsons recibió constantes reportes del ascenso del nazismo a través de su amigo Edward Yarnall Hartshorne. A fines de la década de 1930, Parsons comenzó a advertir a la opinión pública estadounidense sobre la amenaza nazi, pero tuvo poco éxito. Un sondeo de la época evidencia que el 91% del país se oponía a la Segunda Guerra Mundial. También la mayoría del pueblo estadounidense pensaba que el país debió mantenerse al margen de la Primera Guerra Mundial y que los nazis no representaban amenaza, pese a lo que hicieron en Europa. Incluso algunos estadounidenses simpatizaban con Alemania debido a su ascendencia en ese país y a la opinión de que, siendo ambos países fuertemente anticomunistas, sólo Alemania logró salir de la Gran Depresión. Uno de los primeros artículos que Parsons escribió sobre el nazismo fue New Dark Age Seen If Nazis Should Win (Nuevos años oscuros si los nazis ganan), lo que lo volvió uno de los iniciadores claves del Comité de Defensa de Harvard, el cual apuntaba a unificar la opinión pública estadounidense contra los nazis. Parsons difundió este mensaje a través de las estaciones de radio locales en Boston y en una reunión llevada a cabo en Harvard, la cual fue agitada por activistas en contra de la guerra. Junto a Charles Orlando Porter, Parsons buscó unificar a los estudiantes graduados en Harvard para ir a la guerra. Incluso, durante la guerra, Parsons dirigió un grupo de estudio especial en Harvard que buscaba analizar lo que sus miembros consideraban las causas del nazismo, incluyéndose para el análisis expertos en el tema.
En la primavera de 1941, un grupo de discusión fue conformado en Harvard por Parsons, John K. Fairbank, Edwin O. Reischauer, William M. McGovern y Marion Levy Jr., con el objetivo de analizar la nueva situación de poder de Japón en Oriente y su alianza con Alemania. La actividad del grupo se intensificó poco después del ataque japonés a Pearl Harbor.
Durante 1942, Parsons intentó realizar un estudio en profundidad de los países ocupados, en conjunto con Bartholomew Landheer de la sede en Nueva York Oficina de Información de Países Bajos, sin éxito. Recién en febrero de 1943 pudo emprender este esfuerzo, cuando fue designado director adjunto de la Escuela de Administración en el extranjero en Harvard y con el aporte fundamental de información por parte de la académica Ai-Li Sung Chin, su esposo Robert Chin y Hsiao-Tung Fei, quien era especialista en la estructura social de las aldeas en China.

## Obra
Parsons generó un sistema teorético general para el análisis de la sociedad que denominó teoría de la acción. Esta teoría tiene un fundamento metodológico y epistemológico en el principio del realismo analítico, mientras que su supuesto ontológico es el de la acción voluntarista. El concepto de Parsons de realismo analítico se puede entender como una suerte de compromiso entre las visiones nominalista y realista de la naturaleza de la realidad y del conocimiento humano. Parsons creía que la realidad objetiva se podía relacionar sólo con una visión particular de dicha realidad, y que la comprensión intelectual general es plausible a través de esquemas conceptuales y teorías. La interacción con la realidad objetiva en el nivel intelectual se debe entender siempre como una aproximación. Con frecuencia Parsons explicaba el significado del realismo analítico citando a Lawrence Joseph Henderson: "Un hecho es una declaración sobre la experiencia en términos de esquema conceptual".
En general, Parsons sostuvo que su inspiración con respecto al realismo analítico ha estado en Lawrence J. Henderson y Alfred North Whitehead, aunque probablemente tuvo esta idea con anterioridad. El concepto de realismo analítico le permite insistir en la referencia a una realidad objetiva y, con esto, marcar una diferencia importante con el ficcionalismo de Hans Vaihinger.

### La estructura de la acción social (1937)
La estructura de la acción social es la obra más famosa de Parsons. Su figura central fue Weber y los otros dos autores claves, Durkheim y Pareto, fueron agregados a la discusión conforme la idea central tomaba forma. Una importante publicación que ayudó a Parsons a desarrollar el argumento central de esta obra fue encontrada inesperadamente en 1932: se trata de La formation du radicalisme philosophique de Élie Halévy, particularmente el tercer volumen, obra que le permitió aclarar los supuestos del utilitarismo inglés.

#### Fundamentos teóricos de la acción social
La teoría de la acción que Parsons desarrolló en La Estructura de la Acción Social puede caracterizarse como un intento de mantener el rigor científico del positivismo al tiempo que se destaca la necesidad de la dimensión subjetiva de la acción humana, incorporada en las teorías sociológicas hermenéuticas. Resulta capital en la visión teórica y metodológica general de Parsons la comprensión de la acción humana en conjunción con el componente motivacional del acto humano. Por esta razón, se plantea que las ciencias sociales deben considerar el problema de los fines, propósitos e ideales en el análisis de la acción humana. La fuerte reacción del autor tanto a la teoría conductista como a las aproximaciones materialistas puras se deriva del intento de estas posiciones teóricas de eliminar los fines, propósitos e ideales como factores del análisis. En sus ensayos escritos en el Amherst College, Parsons ya estaba criticando los intentos de reducir la comprensión de la vida humana a fuerzas psicológicas, biológicas y materialistas. Para Parsons, resultaba esencial en la vida humana el modo en que la cultura era codificada, la cual constituía una variable independiente que no se puede deducir de otro factor del sistema social. Algunos de estos temas fueron presentados anteriormente por Parsons en un ensayo escrito dos años antes de la publicación de La Estructura de la Acción Social.

#### Concepto de acción social
Hay tres conceptos que yacen en el núcleo de la teoría de la acción: el acto-unidad, el voluntarismo y la verstehen. El fenómeno más básico de la teoría de la acción es lo que Parsons denominó el acto-unidad, definido por sus cuatro componentes:     
1. La existencia de un actor.
2. La suposición de un fin, o un estado futuro hacia el que se orienta la acción.
3. El desarrollo de la acción en una situación, la cual entraña dos elementos: las cosas que el actor no puede controlar (condiciones) y las que puede controlar (medios).
4. Las normas y los valores, que sirven para determinar la elección del actor entre los variados medios para alcanzar los fines.

El voluntarismo hace referencia a las elecciones que hacen los actores en las situaciones sociales en las que se encuentran. Esto no significa que los actores sean totalmente libres al hacer su elección, pues el concepto de voluntarismo implica una conciencia. Por último, la verstehen refiere a la necesidad de analizar la acción desde una perspectiva subjetiva.

### El sistema social (1952)

#### Teoría general de la sociedad
La solución propuesta por Parsons a las polarizaciones anteriores a su tiempo, fue una teoría general de la sociedad, que piensa la vida social como una totalidad y que pueda constituirse como un gran relato, con capacidad explicativa y predictiva sobre la vida social (al modo de Comte). Sin embargo Parsons va a encontrarse con un problema que le dará bastantes quebraderos de cabeza durante toda su vida: el papel del individuo. Frente a una teoría tan generalista, cabe preguntarse por cuál es el lugar del individuo dentro de un universo tan grande de supraentidades. Y, es más, si se tienen en cuenta las implicaciones del estructuralismo funcional, para el que los individuos están encajados en celdas de la estructura social, que determinan lo que socialmente son, y el objetivo de éstos es cumplir una función social, es decir, que ya tienen determinado hasta lo que tienen que hacer, ¿dónde queda la decisión individual?

#### Teoría
- Sistema: Conjunto interrelacionado y jerarquizado de partes que al interactuar producen determinado comportamiento.
- Jerarquizado: Concepto que extrae Parsons de Bertalanffy e implica el orden por rango social.
- Aparato: Conjunto interrelacionado de partes en el que no hay una más importante que otra.
- Criterio de jerarquización: Equilibrio fruto del cambio y la estabilidad.

Parsons es conocido en la historia de la sociología, como el autor de la Teoría estructural funcionalista, que se llama “A.G.I.L.-.”. El esquema ágil, o el modelo de las cuatro funciones, como es la Teoría estructural funcionalista, que es lo mismo, no fue ni el primero ni el más importante, es decir, el más lucido, de los intentos parsoniano por resolver este problema. Parsons elaboró muchos intentos de Teoría, todos ellos muy sugestivos, muy interesantes, muy atractivos. Uno de ello alcanzó cierto notable éxito en la comunidad sociológica internacional. Fue el modelo AGIL. Pero lo interesante es que Parsons,intenta superar la distinción entre acción y sistema, entre subjetivismo y objetivismo en Teoría sociológica. Curiosamente cada uno de los momentos de su Teoría se fue desplazando, y en el fondo inconscientemente terminó siendo el representante de cada uno de esos enfoques.

#### Teoría sistémica parsoniana
Ya entendiendo esto, podemos entender la teoría sistémica de Parsons. El sistema que lo engloba todo es el sistema cultural, el cual es el que regula las orientaciones; adentro de este está el sistema social el cual es que engloba los medios y condiciones; y adentro de este sistema, está el sistema de la personalidad, que es el que ubica al actor y sus necesidades individuales. También se puede decir que dentro del sistema de la personalidad esta el biológico. 
En general, un individuo dentro de un sistema social siempre va a tener un estatus, que es su ubicación en la sociedad y un rol que es la función que cumple dentro un sistema social. Todo sistema social tiene siempre necesidades mínimas de satisfacer, estas son los prerrequisitos funcionales, los cuales son necesidades del sistema social en general. Y con esto, Parsons solucionaría el problema del orden hobbesiano, ya que los individuos funcionarían a través de sus roles para cumplir con estos prerrequisitos, los cuales son: primero, los sistemas sociales deben estar estructurados de manera que sean compatibles con otros sistemas; segundo, el sistema social debe contar con el apoyo de otros sistemas; tercero, debe satisfacer una parte significativa de las necesidades de los actores; cuarto, debe fomentar en sus miembros una participación suficiente; quinto, debe ejercer control sobre las conductas potencialmente desintegradoras; sexto, si surge un conflicto lo debe controlar; y, séptimo, requiere un lenguaje para poder sobrevivir.
Estos prerrequisitos hacen los cuatro subsistemas famosos de Parsons, formados por cuatro imperativos funcionales (AGIL) necesarios en todo sistema, que son: la adaptación (A), esto es, todo sistema debe abarcar las situaciones externas, debe adaptarse a su entorno y adaptar en torno a sus necesidades; la capacidad para alcanza metas (G); la integración (I), es decir, regular la interrelación entre los otros imperativos funcionales; la latencia (L), un sistema debe proporcionar, mantener y renovar la motivación de los individuos y las pautas culturales que crean y mantienen la motivación. El sistema general de la acción está compuesto en la adaptación por el sistema orgánico, en las metas por el sistema de personalidad, en la integración por el sistema social y en la latencia por el sistema cultural. Ejemplificando, este sistema sería como un juego de muñecas rusas, y Parsons se da el lujo de describirnos como es adentro del sistema social: en la adaptación está la economía, en metas está la política, en la integración está la comunidad y en la latencia esta endoculturación. La gracia es que estos sistemas interactúen entre sí y funcionen como sistema.

#### Problemas para mantener el equilibrio
Procesos sociales: el funcionamiento de todo sistema supone resolver los siguientes problemas.
- ¿Cómo se asegura la coordinación necesaria entre todos los subsistemas? Para lograr la coordinación entre los subsistemas primero hay que definir los fines y los objetivos así como los métodos para obtener los objetivos. Luego hay que establecer normas de funcionamiento, sistemas de gratificaciones y sanciones y nombrar autoridades. Este conjunto constituye el subsistema político.
- ¿Cómo se asegura que todos los integrantes de la sociedad conozcan los valores en que se sustenta? ¿Cómo se los motiva a aceptarlos y plegarse a ellos? A través del proceso de socialización los distintos integrantes del sistema van siendo formados desde niños de acuerdo a las normas establecidas y recurriendo a sistemas de gratificaciones y sanciones para lograr los fines sociales.
- ¿Cómo se hace para que el sistema y sus miembros logren sus objetivos? Dividiendo el trabajo entre los distintos integrantes, coordinando e integrando. El lugar que ocupes en la sociedad va a determinar el poder, prestigio y propiedad que tengas.

Quien más haya cumplido con los fines va a estar más alto en la pirámide social. Según Parsons cada persona tiene el lugar que se merece dentro de la pirámide. El fracaso de las sociedades es el fracaso individual.

### Relaciones entre la cibernética y la teoría de sistemas
Parsons desarrolló sus ideas durante un periodo en el que la teoría de sistemas y la cibernética estaban tomando relevancia en las ciencias sociales y del comportamiento. Tomando elementos de estos enfoques, postuló que los sistemas relevantes tratados en dichas ciencias eran abiertos, esto es, insertos en un entorno con otros sistemas. Para las ciencias sociales y del comportamiento, el sistema más amplio es el sistema de acción, consistente en la interrelación de los comportamientos de los seres humanos inserta en un entorno físico-orgánico.
En la medida que Parsons fue desarrollando su teoría, se vinculó crecientemente a los campos de la cibernética y la teoría de sistemas, tomando los conceptos de homeostasis de Alfred Emerson y de procesos teleonómicos acuñado por Ernst Mayr. Con esto, Parsons intentó equilibrar, por una parte,  el psicologismo de la fenomenología con el idealismo y, por otra parte, los tipos puros de lo que él denominaba el complejo utilitario-positivista.
La teoría de Parsons incluye una teoría general sobre la evolución social y una interpretación concreta de los mayores impulsos de la historia mundial. En su teoría sobre la historia y la evolución, plantea que la simbolización cognitiva-constitutiva de la jerarquía cibernética de los niveles de acción sistémicos desempeña, en principio, una función equivalente a la que tiene la información genética del ADN sobre el control de la evolución biológica. Sin embargo, esto no quiere decir que el factor del control meta-sistémico determine los resultados, sino que más bien define los límites de orientación de la acción.
Para Parsons, los procesos y entidades transformativas en el nivel constitutivo de la sociedad están, generalmente, en al menos un nivel de análisis empírico, el cual es desempeñado y actualizado por los mitos y religiones. Sin embargo, la filosofía, los sistemas del arte e incluso la semiótica del comportamiento de consumo pueden también, en principio, desempeñar las mismas funciones.

### Enfoque integrado de la teoría sociológica
La teoría de Parsons refleja una visión de un concepto unificado de las ciencias sociales y de los sistemas vivos en general. Su aproximación difiere esencialmente de la teoría de Niklas Luhmann, ya que Parsons rechaza la idea de que los sistemas puedan ser autopoiéticos, se trate de sistemas de acción actual o de actores individuales. Para él, los sistemas tienen capacidades inmanentes, pero solo como resultado de los procesos institucionalizados de los sistemas de acción, correspondientes, en último análisis, al esfuerzo histórico de actores individuales. Mientras Luhmann se queda en la inmanencia sistémica pura, Parsons insiste en que la pregunta por los procesos autocatalíticos y homeostáticos no es excluyente de la pregunta sobre cuál es el primer movilizador del actor. En este sentido, los procesos homeostáticos pueden ser necesarios si es que ocurren, pero la acción es necesaria.
Los dichos de Parsons sobre la referencia última en el marco de la acción deben entenderse como la idea de que los sistemas de mayor orden cibernético en la historia tenderán a controlar las formas sociales organizadas en menores niveles de la jerarquía cibernética. Para Parsons, los niveles más altos de la jerarquía cibernética en el nivel general de la acción corresponden a la parte constitutiva del sistema cultural (es decir, la Latency en el esquema AGIL). Sin embargo, en los procesos de interacción al interior del sistema, el análisis debe centrarse especialmente en el eje cultural-expresivo (la línea L-G en AGIL). El término "constitutivo" es entendido por Parsons como referente a valores culturales altamente codificados, sobre todo elementos religiosos. No obstante, no queda clara la interpretación de dicho término a lo largo de su obra.
Los sistemas culturales tienen un estatus independiente de las pautas normativas y orientadoras del sistema social, razón por la cual ninguno de estos sistemas es reductible al otro. Por ejemplo, la cuestión sobre el capital cultural de un sistema social como entidad histórica pura (o sea, en su función como sistema fiduciario) no es equivalente a los mayores valores culturales de ese sistema. Esto ocurre porque en el sistema cultural está encarnado una lógica metaestructural que no puede ser reducida a ningún sistema social dado o no puede ser vista como una deducción materialista (o comportamental) de las necesidades del sistema social. En ese contexto, la cultura tendría un poder de transición independiente, no sólo como factor de las unidades socioculturales actuales (como la civilización occidental), sino que también como bases culturales originales que tienden a universalizarse mediante la interpenetración y expansión sobre un gran número de sistemas sociales. Lo segundo ocurrió con la Grecia Clásica y el antiguo Israel, en donde las bases sociales originales desaparecieron, pero el sistema cultural sobrevivió como una pauta cultural independiente y en funcionamiento (lo que se evidencia en los casos de la filosofía griega o del cristianismo como derivación modificada de sus orígenes en Israel).

### Parsons y Habermas
La diferencia entre Parsons y Jürgen Habermas reside principalmente en el modo en que Habermas usa la teoría de la acción de Parsons para establecer las proposiciones básicas de la suya. Habermas rescata la separación hecha por Parsons entre las dimensiones internas y externas del sistema social, denominando a las primeras "mundo de la vida" (I y L en AGIL) y a las segundas "sistema" (A y G en AGIL). Desde el punto de vista de Parsons, este modelo presenta dos problemas. En primer lugar, el conflicto dentro del sistema social puede surgir en realidad desde cualquier punto relacional, y no simplemente de la dicotomía sistema/mundo de la vida. En segundo lugar, al relacionar el modelo de sistema/mundo de la vida a un tipo de liberación, Habermas plantearía la noción utópica de que el conflicto potencial al interior de un sistema social tiene una solución final, generando un concepto confuso de la naturaleza del conflicto sistémico.

## Libros
- El sistema de las sociedades modernas, 1974.
- El sistema social, 1976.
- Autobiografía intelectual: elaboración de una teoría del sistema social, 1978.

### Traducciones
- Max Weber, The Protestant Ethic and the Spirit of Capitalism. (1905) Traducido por Parsons en 1930. (Fue su primera traducción en inglés.)
- Max Weber, The Theory of Social and Economic Organization. (1921–22) Traducido por Parsons con Alexander Morell Henderson en 1947.